# Agrostis gaditana
Agrostis gaditana é uma espécie de gramínea do gênero Agrostis, pertencente à família Poaceae.